# Juliette Fidon-Lebleu
Pour les articles homonymes, voir Lebleu.
Juliette Fidon-Lebleu, née le 28 octobre 1996 à Amiens (Somme), est une volleyeuse internationale française évoluant au poste de réceptionneuse-attaquante. 

## Biographie

### Famille et formation
Sa mère, Marie-Christine Lebleu-Clavreul est une ancienne joueuse et capitaine de l’équipe de France, portant le brassard durant dix années,.
Talent précoce, influencée par son frère ainé — qui fut joueur  de haut niveau durant quatre saisons —, elle commence la pratique du volley-ball à Villiers-sur-Marne 
à l'âge de 6 ans avant de rejoindre le club de Plessis-Robinson puis d’intégrer le Pôle de Chatenay-Malabry. Toujours surclassée dans chaque catégorie d'âge jusqu'ici, elle devient en 2013 pensionnaire de l’Institut fédéral de Toulouse avec l’objectif affiché de devenir joueuse professionnelle et d’évoluer au plus haut niveau : « J’ai toujours été dans l’ambition de faire comme ma maman. Je voulais être la meilleure et jouer en équipe de France » dit-elle. 
Deux ans plus tard et titulaire d'un bac S, elle tente l'expérience universitaire aux États-Unis en Arkansas, puis bloquée par des problèmes administratifs, est contrainte de faire son retour en France au bout d'une année,.

### Débuts à Évreux puis confirmation au Béziers Volley
Sa carrière professionnelle débute lors de saison 2016-2017 avec le club d'Évreux. Âgée de 20 ans, elle est titulaire en Ligue A au poste de réceptionneuse-attaquante. Après un premier exercice réussi, elle déclare : « A Evreux, j’ai pu montrer que j’avais le niveau pour jouer en Ligue A et le potentiel pour aller chercher plus loin, je remercie l’entraîneur Olivier Lardier et le club qui m’ont fait confiance », avant d'être recrutée par le Béziers Volley. En deux saisons avec les Angels, elle est finaliste de la Coupe de France 2018 et remporte le Championnat de France 2017-2018, représentant le premier dans l'histoire du club héraultais. Elle confie après coup : « Je suis allée de surprise en surprise, cela a été une saison de découvertes : premiers playoffs, première finale de Coupe, première finale de Championnat, premier titre, c’était bien sympa »,,.

### Expériences à l'étranger (2019-2024)
En 2019, elle rejoint le Championnat Polonais en signant pour le club du LTS Legionovia avant d'être recrutée la saison suivante par un autre club de Tauron Liga : le KS Developres Rzeszów, entraîné par le Français Stéphane Antiga, et avec lequel elle termine vice-champion de Pologne,,. En 2021, elle vit une nouvelle expérience avec le club grec du PAOK Salonique où elle est notamment élue meilleure réceptionneuse de la Coupe de la CEV en fin de saison. En 2022, elle rejoint le VfB Suhl, évoluant en 1.Bundesliga.

### En sélection
Présente dans toutes les catégories d'âge depuis les minimes, elle fait ses débuts avec l'équipe de France A en septembre 2016, à 19 ans, à l'occasion d'un match contre la Belgique se disputant à Bordeaux. L'année suivante, elle est la capitaine de la sélection lors du Grand Prix mondial 2017. En 2019, elle figure sur la liste des 14 joueuses appelées par le sélectionneur Émile Rousseaux pour le Championnat d'Europe où elle vit sa première expérience d'une grande compétition internationale. Les Françaises sont éliminées dès le premier tour.

## Clubs
| Club                  | De        | À         |
| --------------------- | --------- | --------- |
| Évreux VB             | 2016-2017 | 2016-2017 |
| Béziers Volley        | 2017-2018 | 2018-2019 |
| LTS Legionovia        | 2019-2020 | 2019-2020 |
| KS Developres Rzeszów | 2020-2021 | 2020-2021 |
| PAOK Salonique        | 2021-2022 | 2021-2022 |
| VfB Suhl              | 2022-2023 | 2022-2023 |
| Dresdner SC           | 2023-2024 | mars 2024 |
| RC Cannes             | mars 2024 | en cours  |

## Palmarès

### En sélection
Néant

### En club

#### en France
- Championnat de France (1) :
  - Vainqueur : 2018.

- Coupe de France :
  - Finaliste : 2018.

#### en Pologne
- Championnat de Pologne :
  - Finaliste : 2021.

### Distinctions individuelles

#### en club
- 2021-2022 : Coupe de la CEV — Meilleure réceptionneuse.